# Майклз, Джули
Джули Майклс (англ. Julie Michaels) — американская актриса, каскадёр, продюсер и сценарист.

## Биография
Джули Майклс выросла на ферме, на Северо-Западе США. После школы поступила в Университет Вашингтона, где, параллельно учёбе, являлась членом сборной университета по гимнастике. Принимала участие в конкурсах красоты. Увлекшись боевыми искусствами, Майклс отправилась в Азию для их изучения. Впоследствии стала заниматься под руководством известного мастера боевых искусств — Бенни Уркидеса.
В кино Майклс попала благодаря продюсеру Джоэлу Сильверу, который дал ей роль красавицы Дениз в фильме Роуди Херрингтона «Дом у дороги». Партнёром Майклс по съёмочной площадке стал Патрик Суэйзи, которого по сценарию она безуспешно пыталась соблазнить. Несмотря на привлекательную внешность, репертуар Майклс не ограничился ролями роковых женщин. Благодаря знанию боевых искусств, актриса стала выступать в качестве каскадёра и сниматься в более физически требовательных ролях. Одной из наиболее известных таких ролей Майклс стал образ подружки бандитов в фильме «На гребне волны». Героиня Майклс жестоко избила агента ФБР Джонни Юту (Киану Ривз), после чего «Нью-Йорк Таймс» «окрестила» актрису как «Малышка, которая разбомбила Киану» (англ. The babe who nuked Keanu). Причём во время съёмок сцены Ривз действительно получил синяк под глазом. Всего на счету Майклз порядка 40 ролей в кино (в основном, второго плана или эпизодических) и более 30 работ в качестве каскадёра. Несколько раз Майклз также выступала сценаристом и продюсером (преимущественно короткометражных фильмов).

### Личная жизнь
Актриса замужем за каскадёром Пиуи Пимонтом, с которым познакомилась на съёмках фильма «Последняя пятница. Джейсон отправляется в ад».
Вне кино Майклз активно занимается благотворительностью; в частности, работает с ветеранами различных войн. По словам актрисы, она родилась на базе ВВС и с детства была приучена уважать военных.

## Фильмография

### Актриса
| Год  |   | Русское название                 | Оригинальное название       | Роль                      |
| ---- | - | -------------------------------- | --------------------------- | ------------------------- |
| 1989 | ф | Дом у дороги                     | Road House                  | Дениза                    |
| 1990 | ф |                                  | 1st & Ten: The Championship | Сюзи Кью                  |
| 1990 | ф |                                  | A Roast Is a Roast          |                           |
| 1990 | ф |                                  | Sunset Beat                 | Синнамон                  |
| 1990 | ф |                                  | Rebel Dreams                |                           |
| 1990 | ф | Супер-сила                       | Super Force                 | Александрия               |
| 1990 | ф | Завтрак для чемпионов            | Breakfast of Champions      |                           |
| 1991 | ф | Джейк и толстяк                  | Jake and the Fatman         | Эми Катлер                |
| 1991 | ф | Пойдём со мной                   | Come Along with Me          |                           |
| 1991 | ф | На гребне волны                  | Point Break                 | «Свирепая женщина»        |
| 1992 | с | Байки из склепа                  | Tales from the Crypt        | Официантка                |
| 1992 | ф | Раздвоение личности              | Split Personality           | Официантка (нет в титрах) |
| 1997 | с | Баффи — истребительница вампиров | Buffy the Vampire Slayer    | вампир-блондинка          |
| 2006 | с | Отчаянные домохозяйки            | Desperate Housewives        | распутная женщина         |

### Каскадёр
| Год  |   | Русское название         | Оригинальное название                         | Роль           |
| ---- | - | ------------------------ | --------------------------------------------- | -------------- |
| 2012 | ф |                          | A Glimpse Inside the Mind of Charles Swan III |                |
| 2007 | ф | Час пик 3                | Rush Hour 3                                   |                |
| 2005 | ф | Домино                   | Domino                                        |                |
| 2003 | ф | Грязная любовь           | Dirty Love                                    |                |
| 2003 | ф | Клад                     | Holes                                         |                |
| 2002 | ф | Царь скорпионов          | The Scorpion King                             | (нет в титрах) |
| 2002 | ф | Саблезубый               | Sabretooth                                    |                |
| 2002 | ф |                          | Behind the Action: Stuntmen in the Movies     |                |
| 2001 | с | Дерзкие и красивые       | The Bold and the Beautiful                    |                |
| 2001 | ф |                          | Gangland                                      |                |
| 2001 | ф | Рок-звезда               | Rock Star                                     |                |
| 2001 | ф |                          | Alex in Wonder                                |                |
| 2000 | ф | Агент Красный            | Agent Red                                     |                |
| 2000 | ф | Нищий белый мусор        | Poor White Trash                              |                |
| 2000 | ф | Флинтстоуны в Рок-Вегасе | The Flintstones in Viva Rock Vegas            |                |
| 2000 | ф | V.I.P                    | V.I.P.                                        |                |
| 1999 | ф | Королевы убийства        | Jawbreaker                                    |                |
| 1998 | ф | Хэллоуин: 20 лет спустя  | Halloween H20: 20 Years Later                 |                |
| 1998 | ф | Бегущая женщина          | Running Woman                                 |                |
| 1998 | ф | Дьявол во плоти          | Devil in the Flesh                            |                |
| 1997 | ф | Титаник                  | Titanic                                       |                |
| 1997 | ф | Особо опасный преступник | Most Wanted                                   |                |
| 1997 | ф | Двойной выстрел          | Double Tap                                    |                |
| 1997 | ф | Бэтмен и Робин           | Batman & Robin                                |                |
| 1997 | ф | Процесс и ошибка         | Trial and Error                               |                |
| 1996 | ф | Не называй меня малышкой | Barb Wire                                     |                |
| 1996 | ф |                          | Last Exit to Earth                            |                |
| 1995 | ф | Бэтмен навсегда          | Batman Forever                                |                |
| 1994 | с | Женаты… с детьми         | Married with Children                         |                |
| 1993 | ф | Бетховен 2               | Beethoven's 2nd                               |                |

### Продюсер
| Год  |   | Русское название | Оригинальное название | Роль |
| ---- | - | ---------------- | --------------------- | ---- |
| 2014 | ф | Бог коньков      | Skate God             |      |
| 2009 | ф | Проснись и пиши  | Wake Up and Write     |      |
| 2003 | ф | M.V.P.           | M.V.P.                |      |

### Сценарист
| Год  |   | Русское название | Оригинальное название | Роль |
| ---- | - | ---------------- | --------------------- | ---- |
| 2003 | ф | M.V.P.           | M.V.P.                |      |